# نیوبری اسپرینگز (کالیفرنیا)
نیوبری اسپرینگز (به انگلیسی: Newberry Springs) یک منطقهٔ مسکونی در ایالات متحده آمریکا است که در شهرستان سن برناردینو، کالیفرنیا واقع شده‌است. نیوبری اسپرینگز ۲٬۸۹۵ نفر جمعیت دارد.